# Хвередж
Хвередж (агул. Хоредж) — село в Курахском районе Дагестана. Входит в Усугское сельское поселение.

## Географическое положение
Село расположено в долине реки Хвередж, в 22 км к северо-западу от районного центра села Курах.

## Население
| 1895 | 1926 | 1939 | 1970 | 1989 | 2002 | 2010 |
| ---- | ---- | ---- | ---- | ---- | ---- | ---- |
| 204  | ↗210 | ↗310 | ↗514 | ↘434 | ↘262 | ↘243 |
| 2021 |      |      |      |      |      |      |
| ↘188 |      |      |      |      |      |      |

Моноэтническое агульское село.